# Władysław Wilk
Władysław Wilk (ur. 1 maja 1922 w Jodłówce, zm. 15 października 1963) – polski inżynier budownictwa i polityk, poseł na Sejm PRL II i III kadencji.

## Życiorys
Uzyskał wykształcenie wyższe, z zawodu inżynier budownictwa. Ukończył studia na Wydziale Lądowym Akademii Górniczo-Hutniczej w Krakowie. Pracował na stanowiskach dyrektora Krakowskiego Przedsiębiorstwa Budowy Elektrowni i Przemysłu oraz głównego kierownik nadzoru budowlanego Zakładów Azotowych w Tarnowie. Należał do Polskiej Zjednoczonej Partii Robotniczej, był I sekretarzem Komitetu Zakładowego w Zakładach Azotowych w Tarnowie oraz wiceprzewodniczącym Komisji Budownictwa Komitetu Wojewódzkiego w Krakowie.
W 1957 i 1961 uzyskiwał mandat posła na Sejm PRL w okręgu Tarnów oraz Kraków. Przez dwie kadencje zasiadał w Budownictwa i Gospodarki Komunalnej, w trakcie III kadencji był jej przewodniczącym. Zmarł w trakcie kadencji.
Został odznaczony Złotym Krzyżem Zasługi oraz Krzyżem Kawalerskim Orderu Odrodzenia Polski.